# Philippe Guiougou

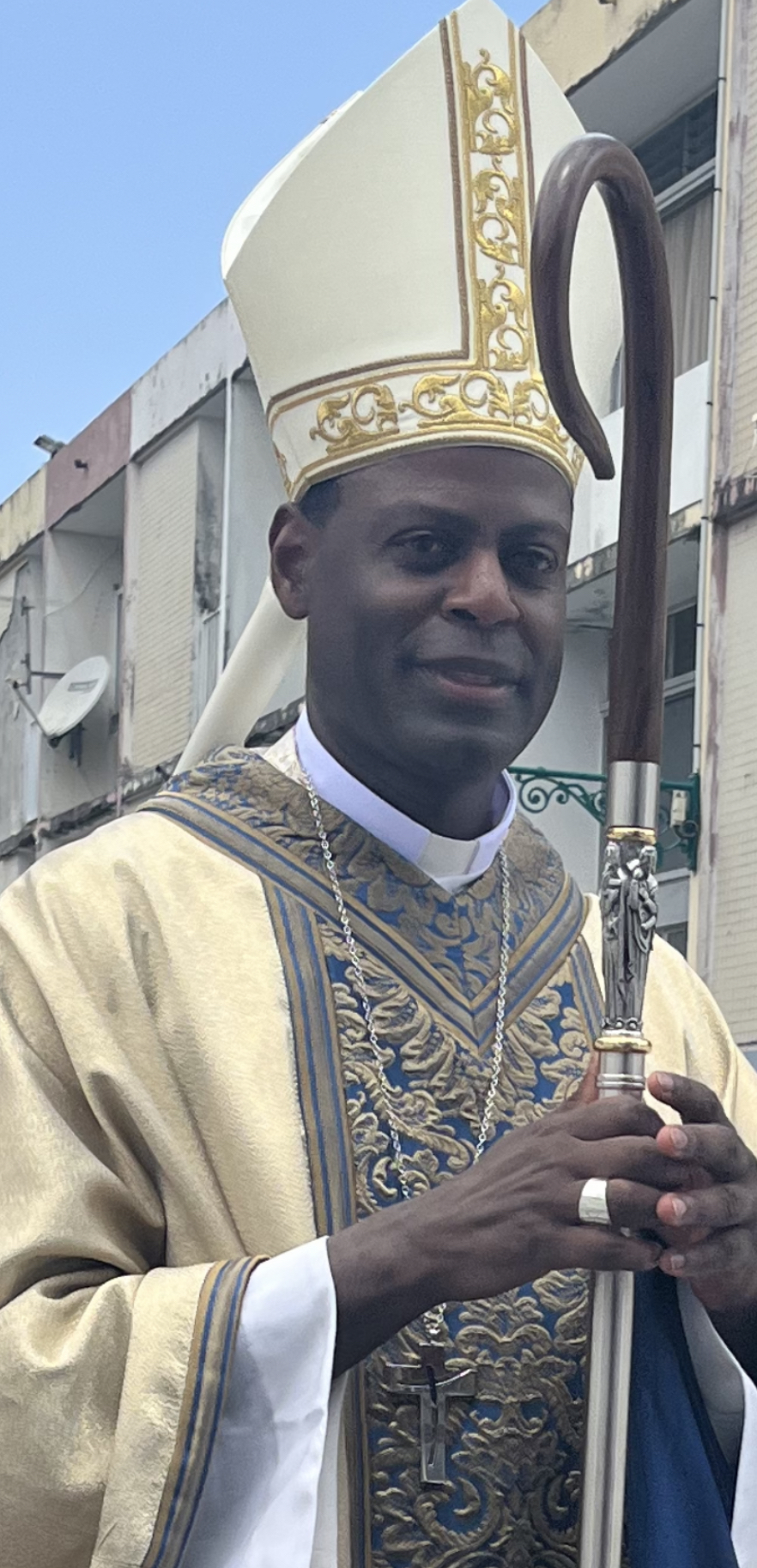
Philippe Guiougou, 2023

Philippe Guiougou (* 8. Juni 1973 in Baie-Mahault, Guadeloupe) ist ein französischer römisch-katholischer Geistlicher und Bischof von Basse-Terre.

## Leben
Philippe Guiougou schloss 1990 eine Ausbildung als Elektrotechniker ab. 1992 erlangte er ein Baccalauréat technologique und 1995 einen Fachhochschulabschluss im Fach Industrieinformatik. 1995 kam Guiougou nach Frankreich. Dort studierte er Philosophie und Katholische Theologie am Priesterseminar Saint-Sulpice in Issy-les-Moulineaux. Am 27. Juni 2004 empfing er in der Kathedrale von Saint-Denis das Sakrament der Priesterweihe für das Bistum Saint-Denis.
Guiougou war zunächst als Pfarrvikar der Pfarreien Christ Resussité, Saint Louis und Saint Pierre in Bondy tätig, bevor er 2012 Pfarrer der Pfarreien Notre-Dame de Bon Secours, Saint-André und Tous les Saints in Bobigny wurde. Zudem fungierte er von 2007 bis 2010 als Verantwortlicher und von 2010 bis 2019 als Bischofsvikar für die Jugendpastoral im Bistum Saint-Denis. Außerdem gehörte er dem Bischofsrat an. Nachdem Philippe Guiougou von 2018 bis 2019 am Centre Sèvres in Paris eine theologische Weiterbildung zum Thema Glauben und Verstehen absolviert hatte, wurde er 2019 Generalvikar des Bistums Saint-Denis sowie 2020 zusätzlich Moderator der Pfarrverbände Saint-Denis in L’Île-Saint-Denis und Sainte-Geneviève in La Plaine-Saint-Denis.
Am 3. April 2023 ernannte ihn Papst Franziskus zum Bischof von Basse-Terre. Am 9. Juli 2023 wurde er zum Bischof geweiht, und zwar im Vélodrome Amédée Détraux in Baie-Mahault.